# Sissy-bar

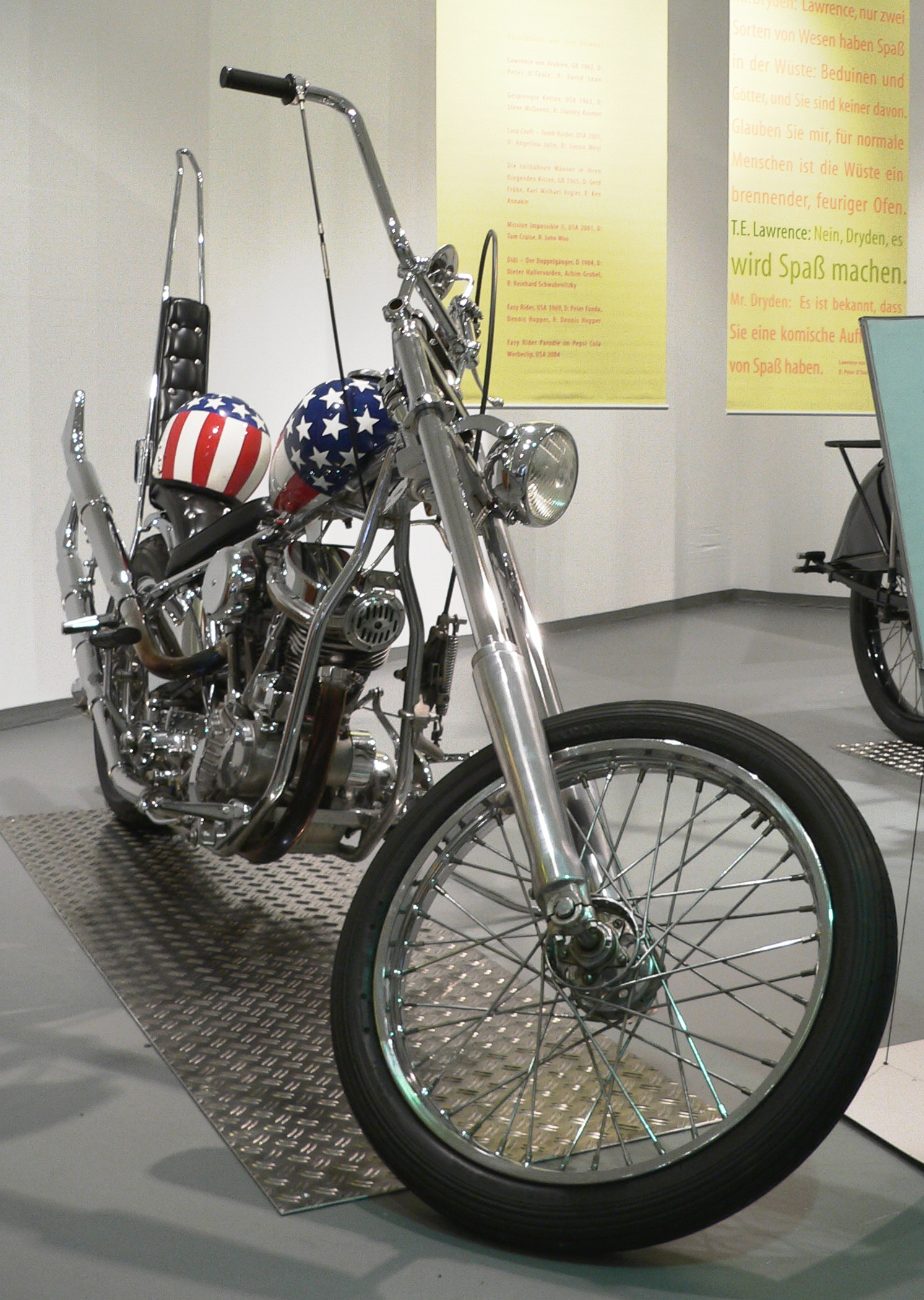
En chopper med "sissy-bar"

En sissy-bar är ett ryggstöd för förare eller passagerare på en motorcykel, bestående av en metallstång formad som ett upp-och-nedvänt U.